# Estádio Municipal Pedro Benedetti
O Estádio Municipal Pedro Benedetti,  ou também denominado Pedro Benedetti, é um estádio localizado na cidade de Mauá, no estado de São Paulo, Brasil. É onde o Grêmio Esportivo Mauaense e o Mauá Futebol Clube mandam os seus jogos.
Com capacidade para 10.590 pessoas, ganhou esse nome em homenagem ao futebolista Pedro Benedetti que, na década de 1960, jogou em todas as seleções formadas em Mauá e no grande ABC, além de clubes como: Independente Futebol Clube, Associação Atlética Industrial, Cerâmica Futebol Clube, entre outros. Atualmente o estádio pode receber 8.567 pessoas.

## História
O estádio para o município começou a ser construído pela Prefeitura em 1968, na gestão do prefeito Élio Bernardi, tendo sido gasto, na época, cerca de Cr$ 550 milhões de Cruzeiros. Porém, após desentendimentos políticos, a obra foi paralisada em 1969, ficando abandonada e em deterioração pelos anos e gestões seguintes.
Em 1977, o prefeito Dorival Resende entrou em contato com o presidente do Corinthians, Vicente Matheus, propondo uma negociação em que o terreno do estádio seria doado ou cedido ao clube da capital, para que fosse construído ali seu estádio particular. Esperava também, assim, conseguir forçar autoridades estaduais e federais a concluir as obras viárias ligando a cidade a outras da Grande São Paulo, devido ao provável grande fluxo de torcedores semanalmente ao novo estádio. Porém, o acordo entre Prefeitura e clube não vingou, as obras levaram décadas para serem concluídas, e o estádio permaneceu inconcluso e abandonado.
Em 1984, o estádio foi concluído e inaugurado, durante a gestão do Prefeito Leonel Damo, com capacidade para 8.567 pessoas. Em 2006, a Prefeitura ampliou a capacidade do estádio pra 10.590 pessoas.
Em 2019, o estádio passou por uma reforma mais significativa visando receber a Copa São Paulo de Futebol Júnior do ano seguinte, torneio que não ocorria em Mauá desde 1986. Para tanto, a Federação Paulista de Futebol exigiu que o gramado e o vestiário fossem reformados, além de adequações na tribuna 

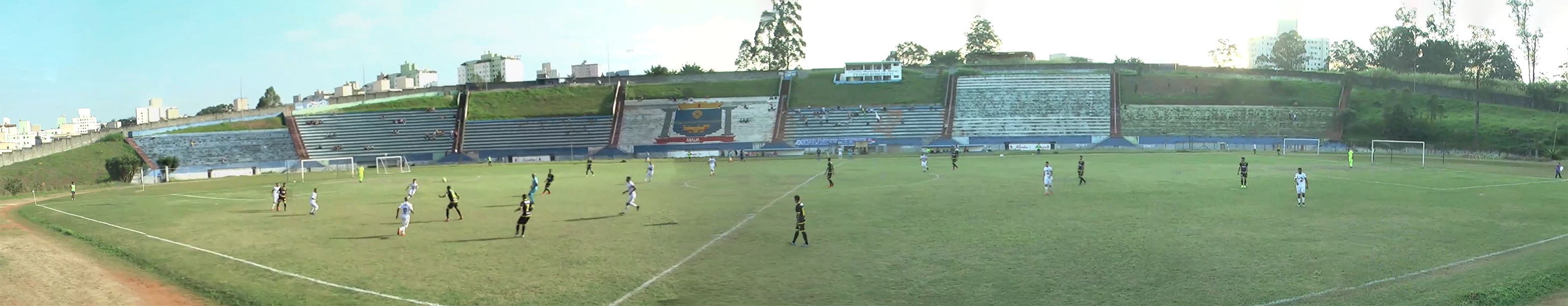
Partida entre Mauaense e Mauá no Estádio Pedro Benedetti.